# Willmars

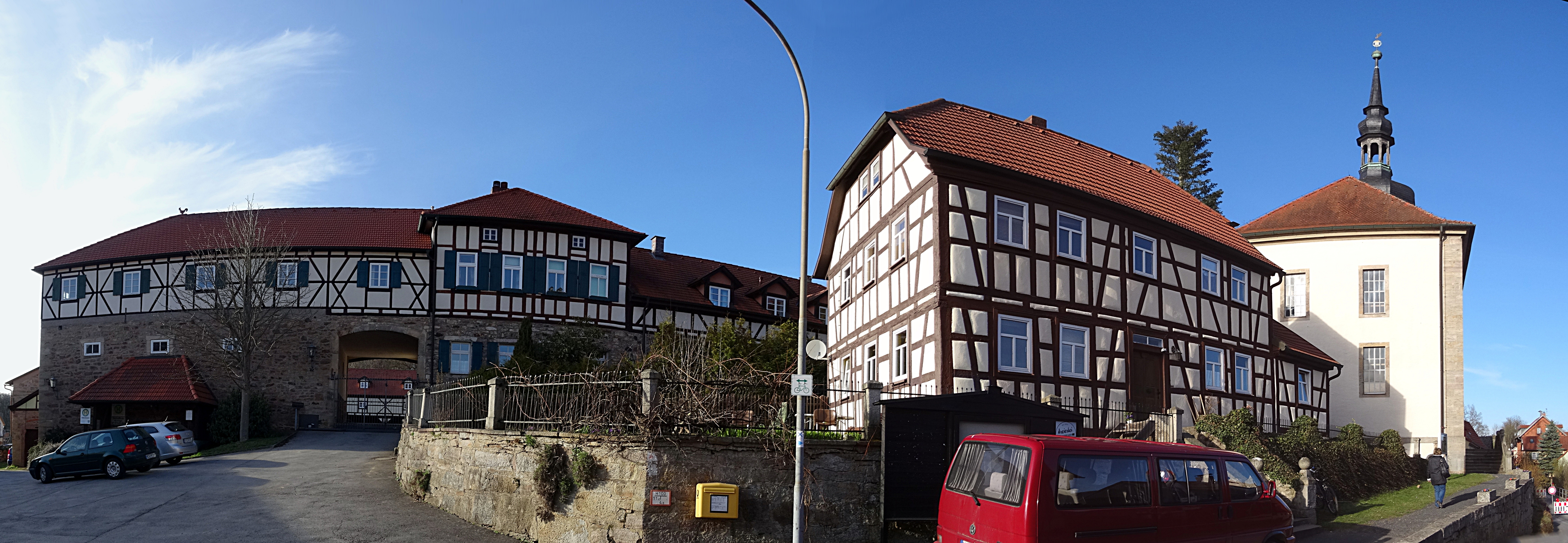
Schlossplatz in Völkershausen

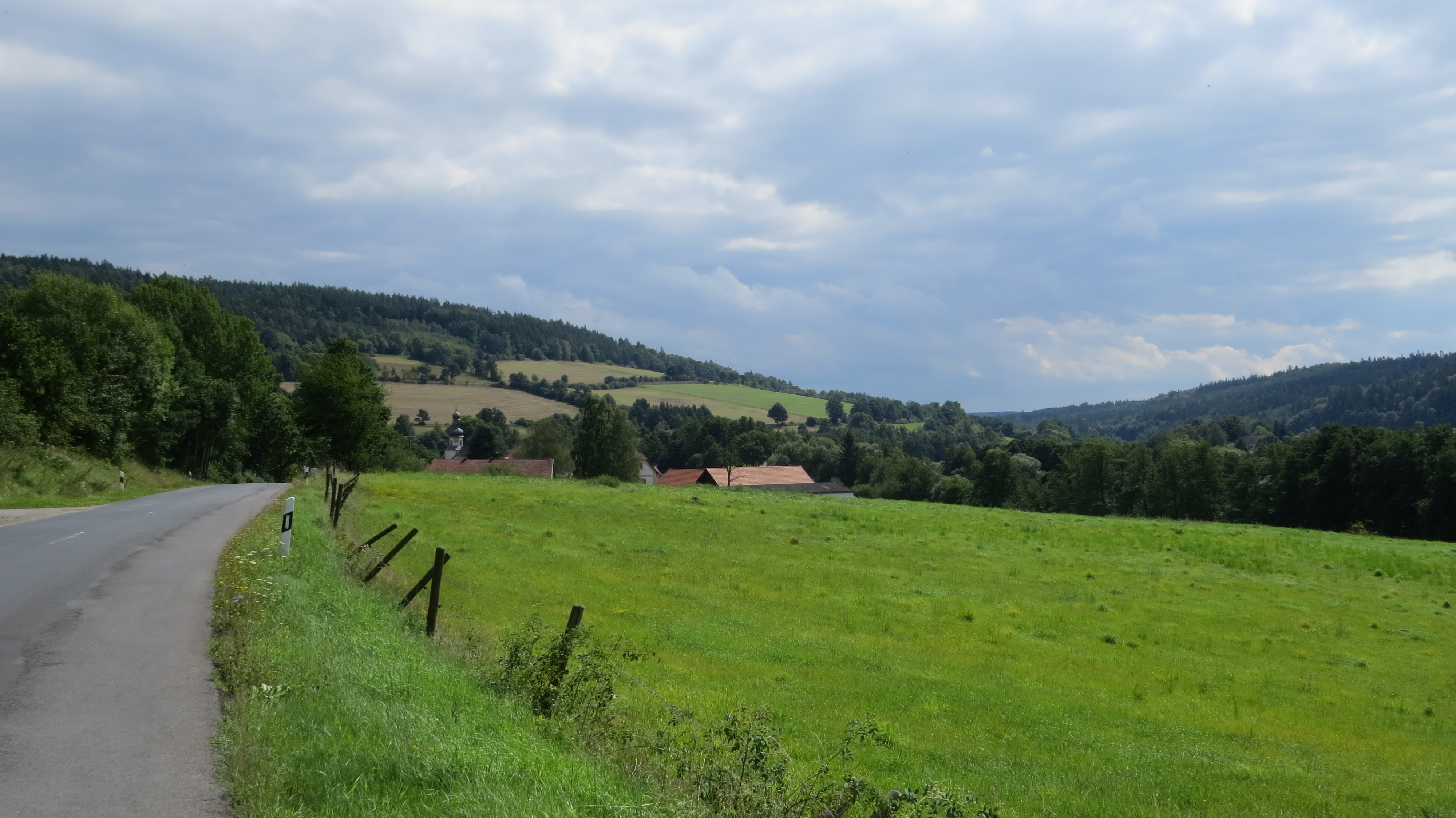
Willmars von Norden

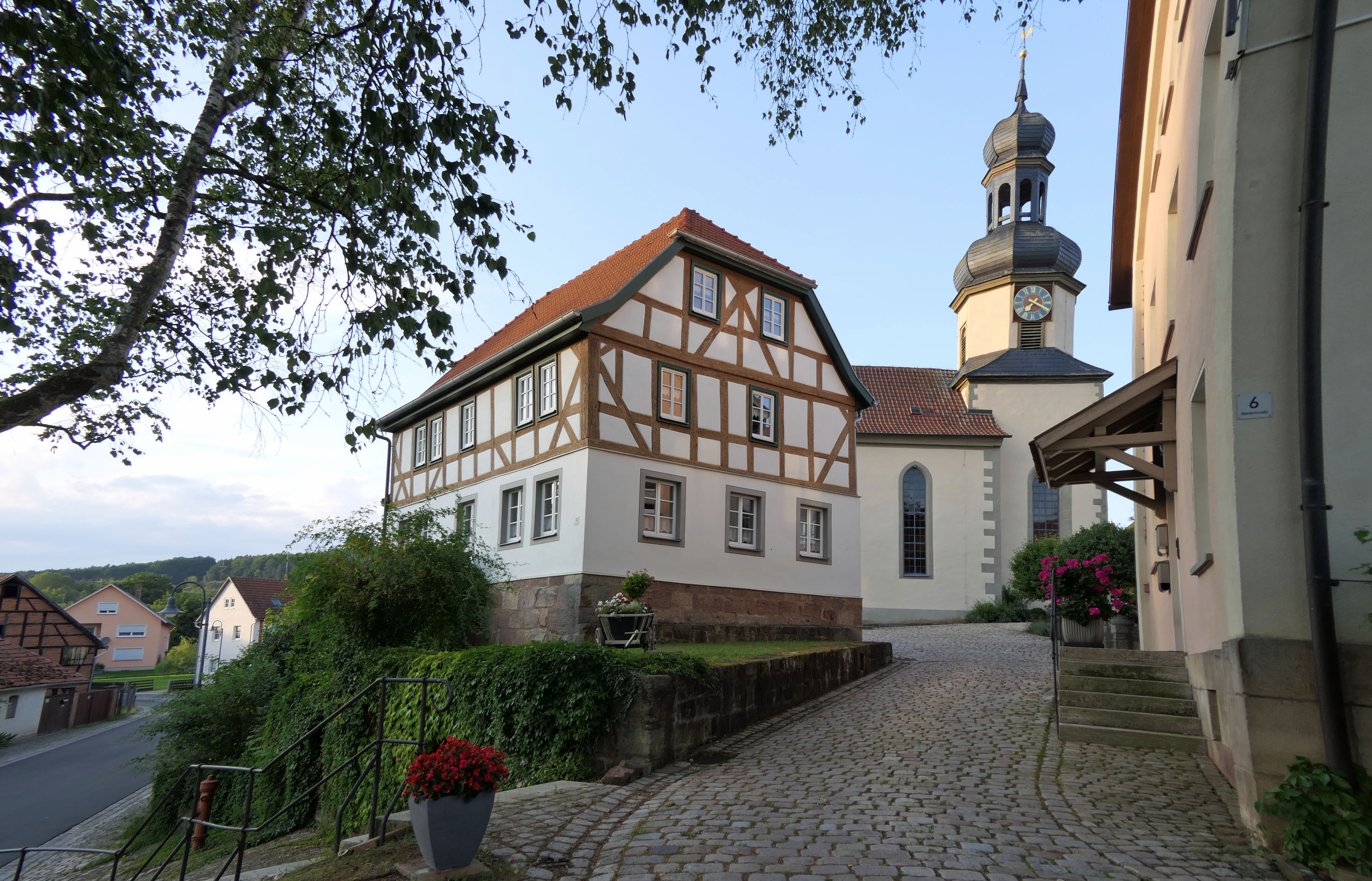
Pfarrhaus und Christuskirche in Willmars

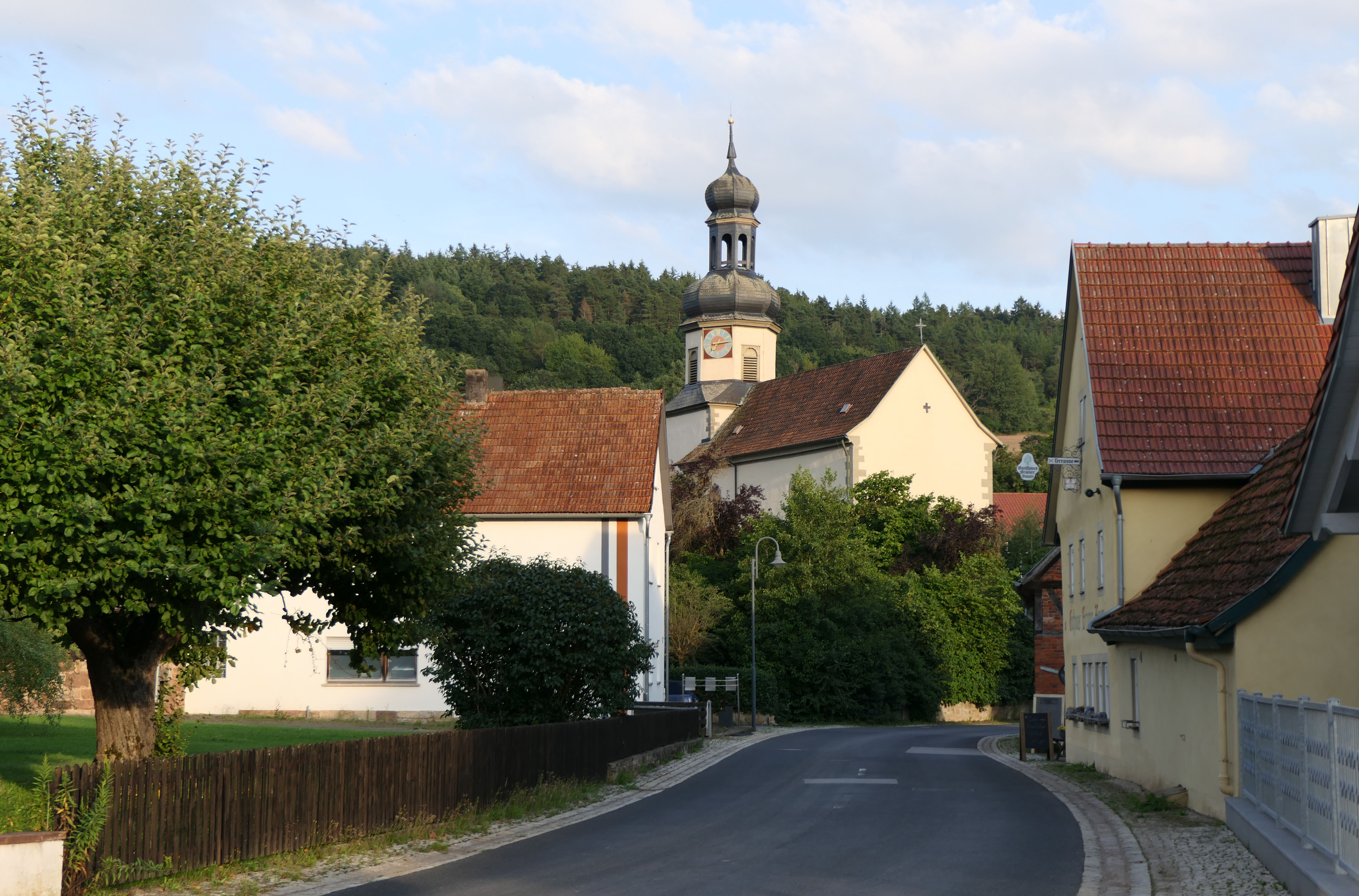
Oberdorfstraße mit Christuskirche

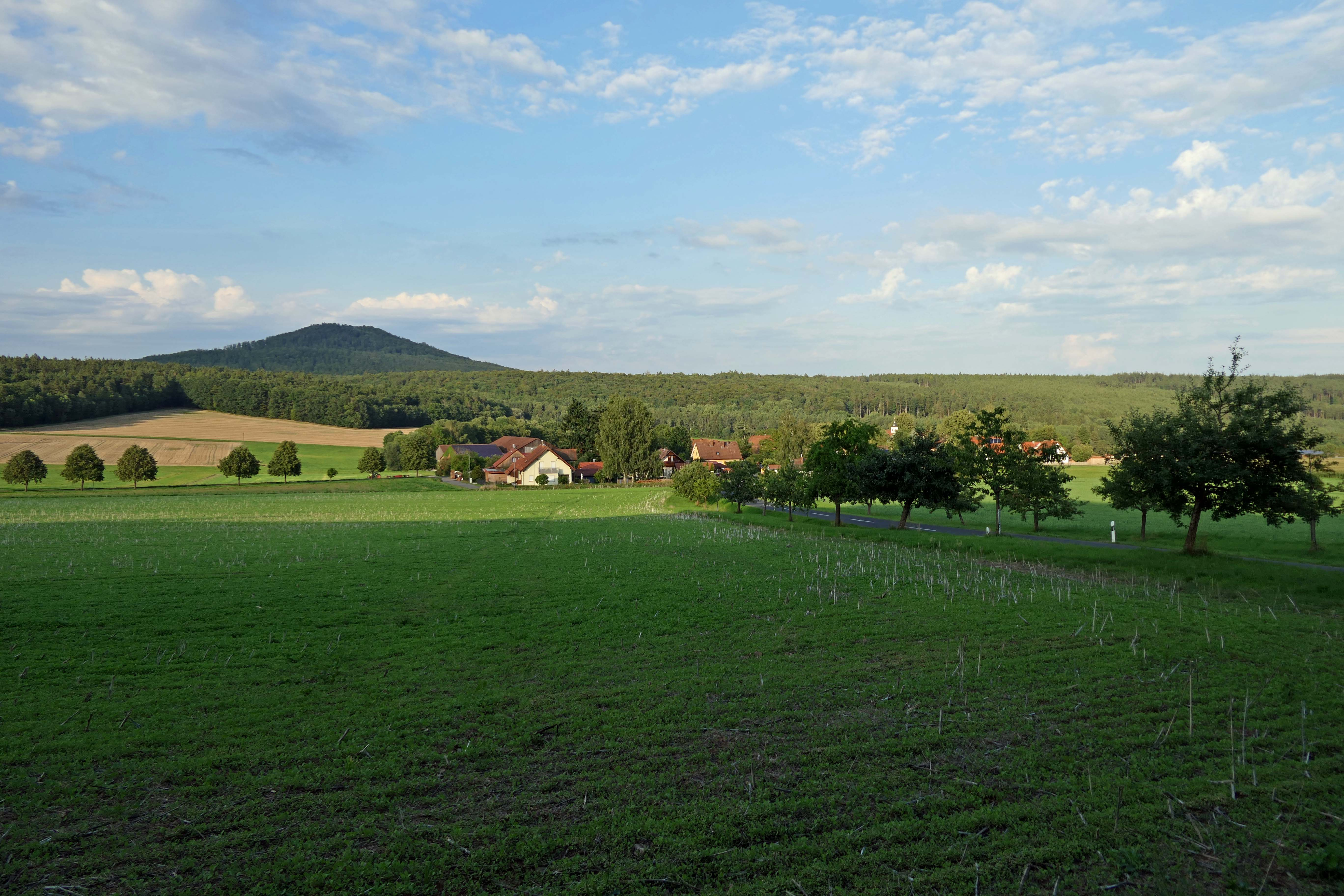
Unterfilke von Westen mit Neuberg

Willmars ist eine Gemeinde im unterfränkischen Landkreis Rhön-Grabfeld und Mitglied der Verwaltungsgemeinschaft Ostheim vor der Rhön.

## Geografie
Die Gemeinde liegt in der Region Main-Rhön im Dreiländereck Hessen-Bayern-Thüringen.

### Gemeindegliederung
Es gibt vier Gemeindeteile (in Klammern ist der Siedlungstyp angegeben):
- Oberfilke (Dorf)
- Unterfilke (Kirchdorf)
- Völkershausen (Kirchdorf)
- Willmars (Pfarrdorf)

Die Einöden Birksmühle und Wachsmühle zählen zum Gemeindeteil Willmars.
Es gibt auf dem Gemeindegebiet die Gemarkungen Filke, Völkershausen und Willmars. Die Gemarkung Willmars hat eine Fläche von 5,077 km². Sie ist in 750 Flurstücke aufgeteilt, die eine durchschnittliche Flurstücksfläche von 6769,91 m² haben.

## Geschichte

### Bis zur Gemeindegründung
Willmars gehörte den Grafen von Botenlauben, einer Nebenlinie der Grafen von Henneberg. Graf Otto II. von Henneberg-Botenlauben trat den Ort 1230 an das Kloster Fulda ab. Durch Verpfändung kam er an die Grafen von Henneberg-Römhild und wurde 1453 von der Linie Henneberg-Schleusingen erworben und dem Amt Maßfeld angegliedert. Nach deren Aussterben 1583 war der Ort Teil des Herzogtums Sachsen. Er gehörte ab 1680 zum Herzogtum Sachsen-Meiningen. Dabei war die eine Hälfte des Orts herrschaftlich sächsisch, die andere gehörte Ganerben, die der Reichsritterschaft angehörten. Ober- und Unterfilke sowie Völkershausen gehörten bis 1803 zur Reichsritterschaft (Herren von Stein).
Willmars kam im Jahr 1808 mit Filke, Völkershausen, Neustädtles und Sands zum Großherzogtum Würzburg des Erzherzogs Ferdinand von Toskana. Dieser hatte durch einen Staatsvertrag 1808 die Rechte (Dorf- und Gemeindeherrschaft) des Herzogtums Sachsen-Meiningen an sich gebracht. 1814 fielen der Ort und seine heutigen Ortsteile an Bayern. Im Zuge der Verwaltungsreformen in Bayern entstand mit dem Gemeindeedikt von 1818 die Gemeinde.

### Zeit des Nationalsozialismus
Bis zur Zeit des Nationalsozialismus existierte in Willmars eine jüdische Gemeinde, die in der Lappichstraße eine Synagoge besaß. Schon einige Wochen vor den reichsweiten Novemberpogromen 1938 entlud sich hier der Hass auf die Juden, und zwar am 8. Oktober. Beobachtet von etwa hundert Schaulustigen schlugen die nationalsozialistischen Täter auf jüdische Willmarser ein und zwangen sie mit demütigenden Rufen, den Toraschrein und die Einrichtungsgegenstände der Synagoge abzubauen und sie samt Ritualien auf der Straße aufzutürmen. Die Männer, die die Juden drangsalierten, fügten ihnen Verletzungen, sogar Rippenbrüche zu. Frauen aus der Menge feuerten die Schläger an: „Nur feste drauf, auf die Stinker, die Verrecker.“

### Eingemeindungen
Im Zuge der Gebietsreform in Bayern wurde am 1. Juli 1971 die Gemeinde Filke und am 1. April 1972 die Gemeinde Völkershausen eingegliedert.

### Einwohnerentwicklung
- 1961: 820 Einwohner
- 1970: 799 Einwohner
- 1987: 673 Einwohner
- 1991: 755 Einwohner
- 1995: 733 Einwohner
- 2000: 717 Einwohner
- 2005: 687 Einwohner
- 2010: 650 Einwohner
- 2015: 620 Einwohner
- 2021: 565 Einwohner[9]

Im Zeitraum 1988 bis 2018 fiel die Einwohnerzahl von 672 auf 580 um 92 Einwohner bzw. um 13,7 %. 1993 hatte die Gemeinde 767 Einwohner.
Quelle: BayLfStat

## Politik

### Bürgermeister und Gemeinderat
Erster Bürgermeister ist Reimund Voß (Freie Wählergemeinschaft, FWG). Er wurde im Jahr 2002 als Nachfolger von Wolf Pittorf (Bürgergemeinschaft) gewählt und 2008 mit 84,17 % der Stimmen, 2014 mit 90,99 % der Stimmen 2020 mit 57,50 % der Stimmen im Amt bestätigt.
Der Gemeinderat besteht aus acht Mitgliedern. Alle gehören der FWG an.

### Wappen
| | Blasonierung: „Geteilt; oben geteilt von Silber und Rot, oben ein schwarzer Schrägbalken, unten eine silberne Krone; unten in Gold auf grünem Dreiberg eine rot bewehrte schwarze Henne.“ |
| Wappenbegründung: Die Krone im Wappen erinnert an das Königsgut im Frühmittelalter. Die schwarzen Henne auf dem Dreiberg verweist auf die Grund- und Territorialherren der Grafen von Henneberg (Henneberger Wappen). Die Herren (später Freiherren) von Stein waren im Spätmittelalter mit Gemeindegebiet verbunden. Ihr Wappen, der schwarze Querbalken in Silber, soll auf diese seltene historische Kontinuität hinweisen. Das Wappen wurde am 17. August 1982 genehmigt; der Entwurf stammt von Karl Nikolaus Haas (Heraldiker aus Kronach). | |

## Sehenswürdigkeiten

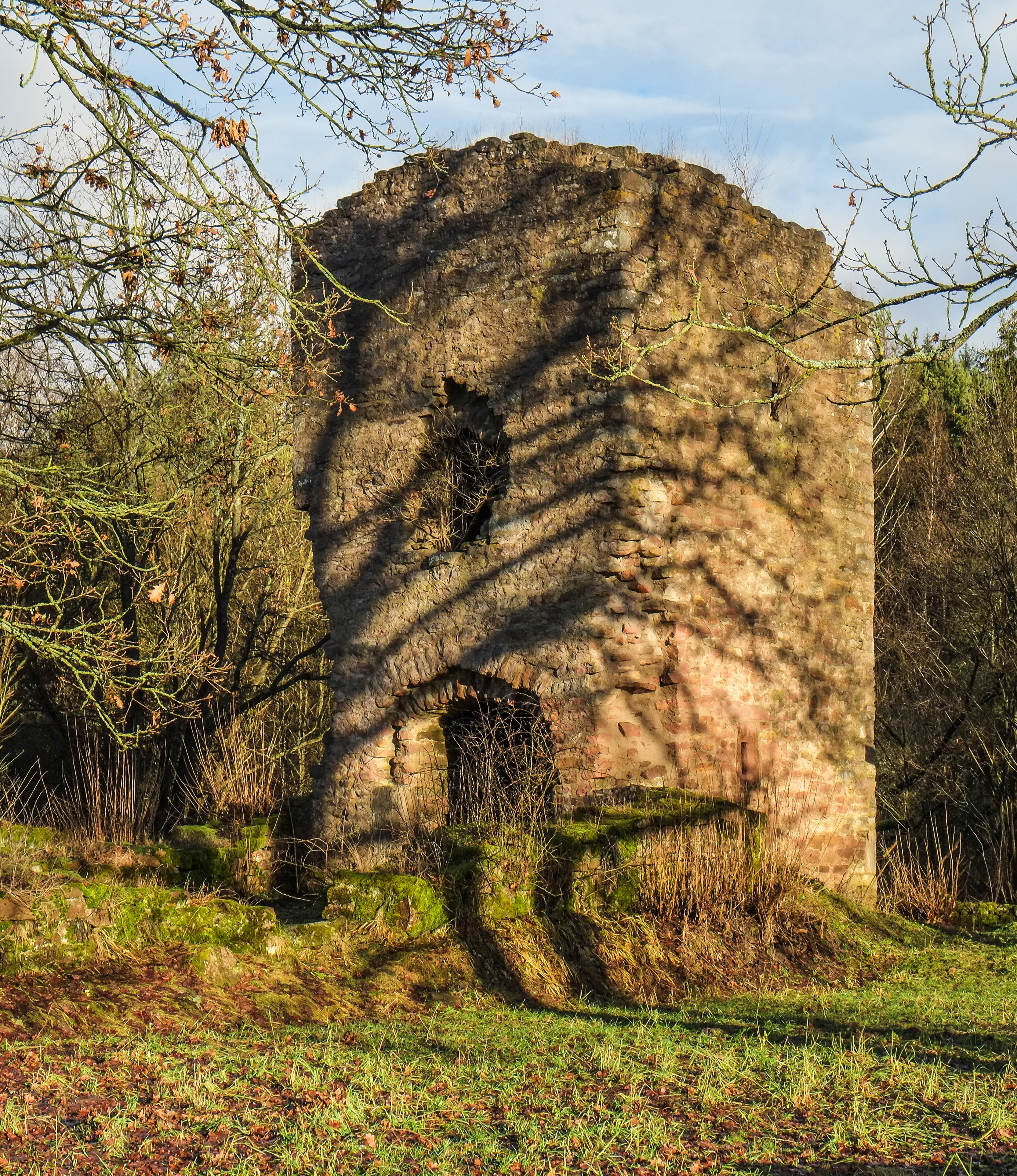
Ruine Mauerschädel

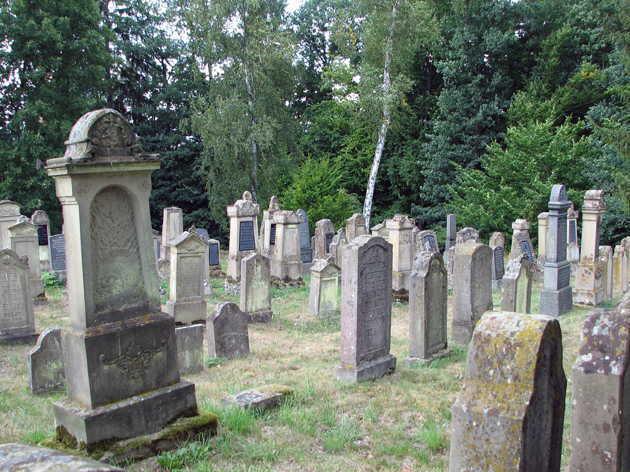
Jüdischer Friedhof (neuer Teil)

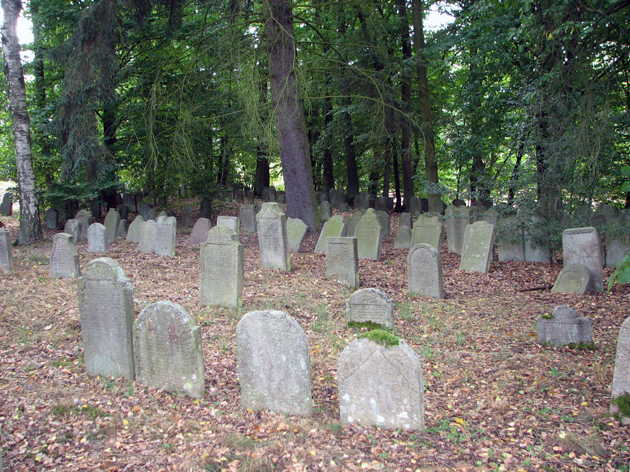
Jüdischer Friedhof (alter Teil)

- Ruine Mauerschädel zwischen Willmars und Filke
- Der Jüdische Friedhof am Rand von Willmars auf der Gemarkung der Nachbargemeinde Neustädtles wurde im Jahre 1727 durch den hessischen Baron Carl Ludwig Schenck von Schweinsberg eingerichtet. Heute sind noch ca. 370 Grabsteine dort zu finden. Der Friedhof ist in einem sehr gepflegten Zustand. Er gliedert sich in eine ältere und eine neuere Hälfte.[12]
- Evangelische Kirche mit Turmuntergeschoss aus romanischer und Wandmalereien im Chor aus vorreformatorischer Zeit. Die bereits im Jahre 1590 renovierte Kanzel und der Taufstein von 1592 blieben erhalten. Der Kirchturm mit welscher Haube und Laterne stammt in der jetzigen Gestalt von 1719/20, die Turmuhr von 1793, die Orgel von 1759.

## Wirtschaft und Infrastruktur

### Wirtschaft einschließlich Land- und Forstwirtschaft
2021 gab es 70 sozialversicherungspflichtig Beschäftigte am Arbeitsort, 209 sozialversicherungspflichtig Beschäftigte am Wohnort und 11 Arbeitslose. Im verarbeitenden Gewerbe gab es keinen Betrieb, im Bauhauptgewerbe ebenfalls keinen Betrieb. 2020 bestanden sechs landwirtschaftliche Betriebe mit einer landwirtschaftlich genutzten Fläche von 614 ha.

### Bildung
2017 gab es folgende Einrichtungen:
- 25 Kindergartenplätze mit 26 Kindern (2023: 28 Plätze mit 20 Kindern)
- Kinderheim Nicolhaus mit 48 Plätzen
- Förderschule Herbert-Meder-Schule Unsleben 2017–2020
- Vier Schulklassen der Verbands-Grundschule Ostheim wurden in Containern neben dem Schulhaus unterrichtet und kooperierten mit der Herbert-Meder-Schule

## Persönlichkeiten
- Johann von Allendorf (1400–1496), wohl auf Schloss Völkershausen geborener[14] Edelmann, Benediktiner, letzter Abt und erster Propst des Klosters St. Burkard (Würzburg), Kanzler der Fürstbischofs und Stifter des Spitals zu den 14 Nothelfern in Würzburg
- Dietrich von Stein zu Nordheim und Ostheim (1793–1867), Politiker, wurde in Völkershausen geboren.
- Gustav Adelbert Seyler (1846–1935), Politiker, Bibliothekar und Heraldiker, ist in Willmars geboren.
- Karl Zimmermann (1863–1936), Pädagoge und Heimatforscher, wurde in Willmars geboren.
- Adeline Elisabeth Rohn (1868–1945), Schriftstellerin, wurde in Willmars geboren.
- Karl Nicol (1886–1954), evangelischer Pfarrer und Rektor, ist in Willmars geboren. Nach ihm ist das Nicolhaus benannt.